# Richard Lambourne
Richard Edward Lambourne (ur. 6 maja 1975 roku w Colorado Springs) – amerykański siatkarz, reprezentant kraju, grający na pozycji libero.
W reprezentacji USA zadebiutował w 2000 roku. Największy sukces z reprezentacją odniósł w 2008 roku, zdobywając mistrzostwo olimpijskie.
13 sierpnia 2006 r. podpisał kontrakt z drużyną AZS Olsztyn. W jej barwach wywalczył dwa razy z rzędu brązowe medale mistrzostw Polski.
W sezonie 2009/2010 ponownie grał na polskich parkietach reprezentując drużynę Delekty Bydgoszcz. 24 lutego 2010 r. został dyscyplinarnie zwolniony przez zarząd klubu za wykonanie wulgarnego gestu w kierunku trenera Waldemara Wspaniałego.
Na początku 2011 roku podpisał kontrakt z Fartem Kielce do końca sezonu 2010/2011.

## Sukcesy klubowe
Puchar Austrii:
- 2002, 2003

Mistrzostwo Austrii:
- 2002, 2003

Mistrzostwo Belgii:
- 2006

Mistrzostwo Polski:
- 2007, 2008

Puchar CEV:
- 2009

Klubowe Mistrzostwa Azji:
- 2012

Puchar Emira:
- 2012

Mistrzostwo Kataru:
- 2012

## Sukcesy reprezentacyjne
Puchar Ameryki:
- 2005, 2007
- 2000

Mistrzostwa Ameryki Północnej, Środkowej i Karaibów:
- 2003, 2005, 2007
- 2001, 2009, 2011

Puchar Wielkich Mistrzów:
- 2005

Puchar Panamerykański:
- 2006

Liga Światowa:
- 2008
- 2012
- 2007

Igrzyska Panamerykańskie:
- 2007

Igrzyska Olimpijskie:
- 2008

## Nagrody indywidualne
- 2001: Najlepszy przyjmujący Mistrzostwa Ameryki Północnej, Środkowej i Karaibów
- 2005: Najlepszy libero Pucharu Ameryki
- 2006: Najlepszy broniący Puchar Panamerykańskiego
- 2007: Najlepszy libero turnieju finałowego Ligi Światowej
- 2008: Najlepszy libero turnieju finałowego Ligi Światowej